# Julius Hanna Aydın

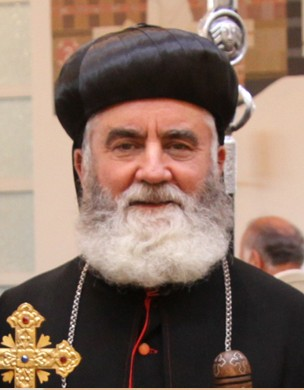
Erzbischof Aydın

Mor Julius Hanna (Johannes) Aydın (* 2. April 1947 in Doğançay, Türkei) ist Erzbischof für die ökumenischen Angelegenheiten der syrisch-orthodoxen Kirche in Deutschland. 

## Leben
Der Sohn des Cello Aydın und der Sara (aramäischer Herkunft), geb. Çelik, machte nach Abschluss der Volksschule eine Lehre als Schmied und leistete den vorgeschriebenen Wehrdienst in der türkischen Armee.
1969–1972 besuchte er das österreichische St. Georgs-Kolleg in Istanbul. 1972 bis 1978 studierte er Theologie in Beirut und Schwaz (Österreich). 1978 bis 1980 war er Sekretär bei Bischof Mor Julius Yeshu Çiçek. 1980 bis 1982 folgte ein Hochschulstudium an der Katholischen Universität Eichstätt, an der er 1983 bis 1987 als Wissenschaftlicher Mitarbeiter des Lehrstuhls für Alte Kirchengeschichte wirkte.
Nach Tätigkeit in der Seelsorge 1987 bis 1992 war er 1992 bis 1996 erneut Bischofssekretär. Von 1997 bis 2012 war er Abt des Klosters St. Jakob von Sarug in Warburg und zeitweilig auch Leiter des dortigen Priesterseminars. 2002 wurde Hanna Aydın durch das St. Ephrem Ecumenical Research Institute in Kottayam (Indien) zum Dr. phil. promoviert. Von Februar 2006 bis 2012 war er Patriarchalvikar für Deutschland als Nachfolger von Mor Dionysios İsa Gürbüz. Seine Bischofsweihe erfolgte am 18. Februar 2007 in der St. Petrus und Paulus Kirche in Saidnaya bei Damaskus, Syrien.
Laut Presseberichten wurde er am 15. April 2010 von drei Unbekannten in seinem Kloster in Warburg überfallen, beraubt und schwer verletzt. Als Drahtzieher des Anschlags verdächtigte die Bielefelder Polizei einen früheren Diözesanrat der syrisch-orthodoxen Kirche. Dieser wurde im Dezember 2011 nach einem halben Jahr Untersuchungshaft zu einer Freiheitsstrafe von zwei Jahren auf Bewährung verurteilt, nachdem die eigentlichen Täter wegen schweren Raubes zu Haftstrafen zwischen viereinhalb und sieben Jahren verurteilt worden waren.
Im Dezember 2011 wurde Aydin in der Neuen Westfälischen interviewt und zeigte sich besorgt über die Geschehnisse in Syrien. Im Bericht aus Warburg wurden die Sorgen des Bischofs hinsichtlich der Proteste in Syrien 2011 geschildert.
Am 1. Dezember 2012, in Anwesenheit von Patriarch Ignatius Zakka Iwas, übergab er das Kloster an Erzbischof Philoxenos Matthias Nayis. Seit dem 9. Dezember 2012 hat Aydin seinen Sitz in Delmenhorst (Niedersachsen). Er übernimmt die pastorale Verantwortung für die Gemeinden St. Johannes (Mor Yuhanun da Kfone) Delmenhorst und St. Jakob Ganderkesee. Zudem ist er verantwortlich für die gesamtdeutschen Belange der syrisch-orthodoxen Kirche im Bereich Ökumene sowie für alle staatlichen Angelegenheiten.

## Werke
- Die Genealogie Abrahams und die Aramäer (Syrer). Bar Hebraeus Verlag, Glane 1987
- Das Mönchtum im Tur-Abdin. Das Leben der Mönche im Tur-Abdin in der Gegenwart. Bar Hebraeus Verlag, Glane 1988, ISBN 90-5047-006-8, (Diplomarbeit)
- Die syrisch-orthodoxe Kirche in Antiochien. Ein geschichtlicher Überblick. Bar Hebraeus Verlag, Glane 1990, ISBN 90-5047-009-2, (Referat: Kongreß: Christian Solidarity International (CSI) in Zürich/Schweiz am 7. Mai 1983)
- Patrologia Syriaca. Die Kirchenväter der syrisch-orthodoxen Kirche von Antiochien. Bar Hebraeus Verlag, Glane 1990